# Heinrich Hansen

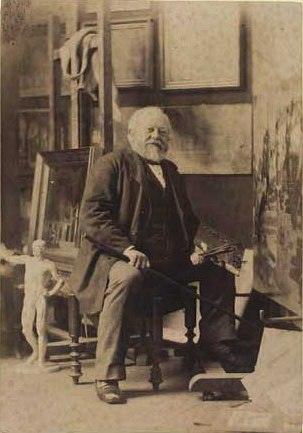
Heinrich Hansen, gefotografeerd door Vilhelm Tilge (1883)

Heinrich Hansen (Haderslev, 23 november 1821 – Frederiksberg, 10 juli 1890) was een Deens kunstschilder, gespecialiseerd in decoratieve en architectonische schilderkunst.

## Leven en werk
Hansen studeerde van 1842 tot 1846 aan de Koninklijke Deense Kunstacademie en werkte als ondertussen als decoratieschilder in het Thorvaldsens Museum te Kopenhagen. Hij maakte tijdens zijn leven diverse studiereizen, onder meer naar Spanje, Frankrijk, Nederland, België, Schotland en Italië. Hij werd op latere leeftijd docent aan de Deense Academie en groeide uit tot een leidende figuur in de Deense culturele wereld.
Hansen specialiseerde zich als architectuur- en interieurschilder. Een werk als De kamer met de vier deuren, Palazzo Ducale Venetië (1883) toont zijn oog voor minutieuze details en zijn bijzondere talent voor het weergeven van perspectief en ruimtelijkheid. Zijn schilderij Kasteel Frederiksborg; het vertrek van de koninklijke valkenjacht (1861) geeft een goed beeld van zijn veelzijdigheid: het illustreert niet alleen zijn vermogen om gebouwen te schilderen, maar ook mensen en dieren, water, de veranderlijkheid van lucht, enzovoort. Zijn kleurgebruik is subtiel, vooral in de tinten van de muren en het plein, die van zacht naar diep veranderen door de effecten van zon en schaduw. Kenmerkend blijft echter zijn oog voor architectonische details. Toen Frederiksborg kort na de totstandkoming van zijn schilderij afbrandde, hielp zijn werk de restauratoren bij de uitvoering van de reconstructie.
Hansen werkte ook als meubel- en porseleinontwerper en als interieurinrichter, onder andere voor de Deense koninklijke familie. Hij overleed in 1890, 68 jaar oud.

## Galerij

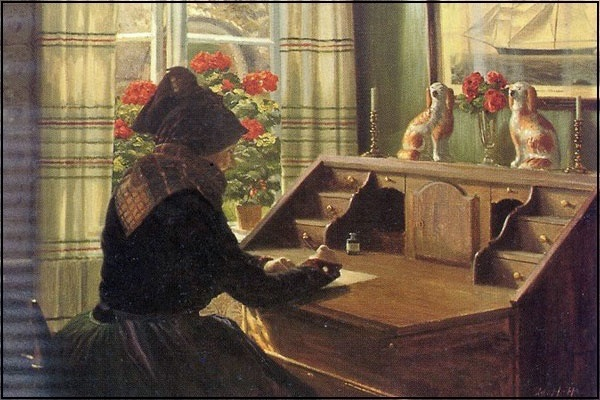
Briefschrijvende vrouw, ca 1860
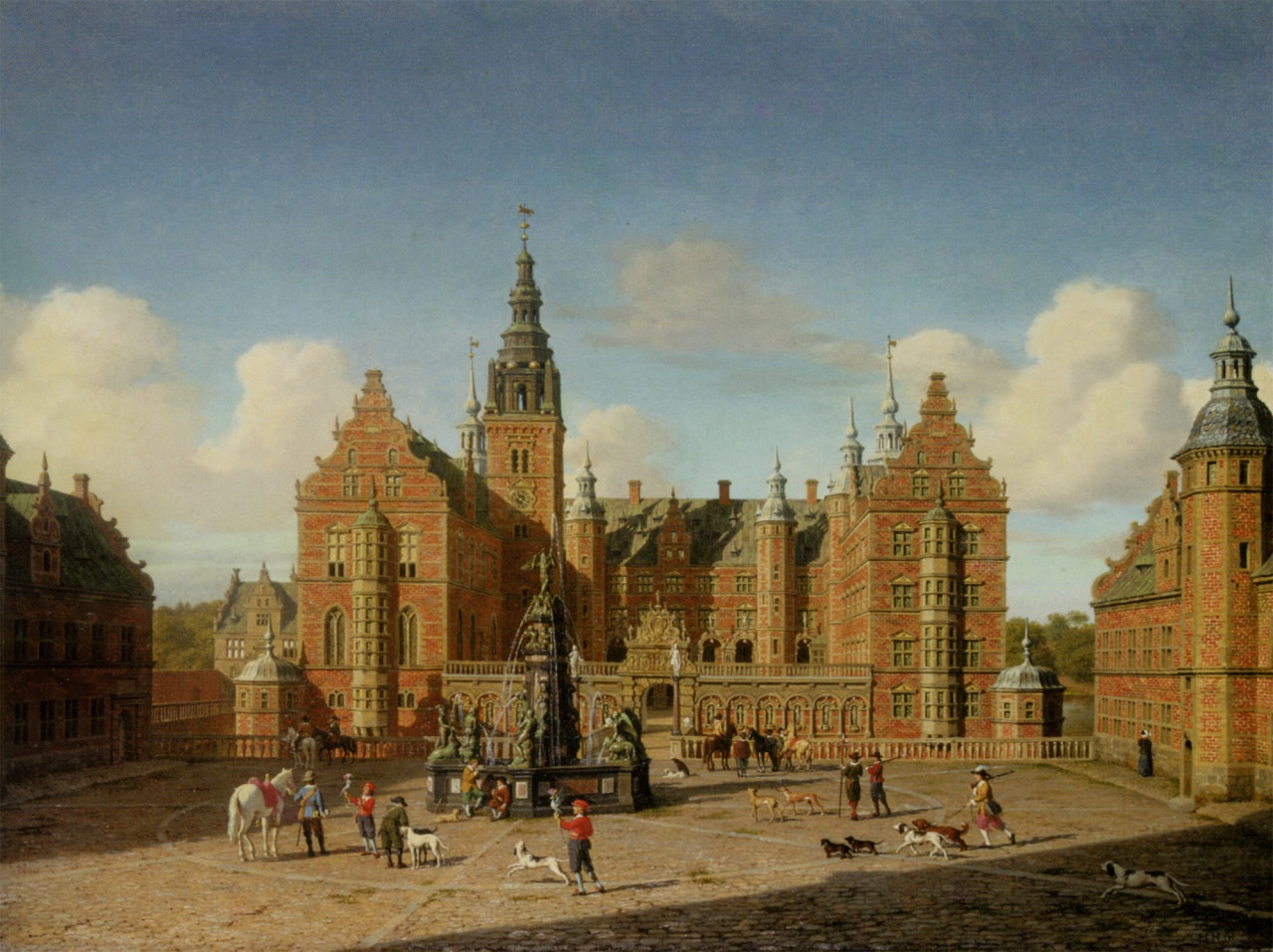
Kasteel Frederiksborg; het vertrek van de koninklijke valkenjacht, 1861
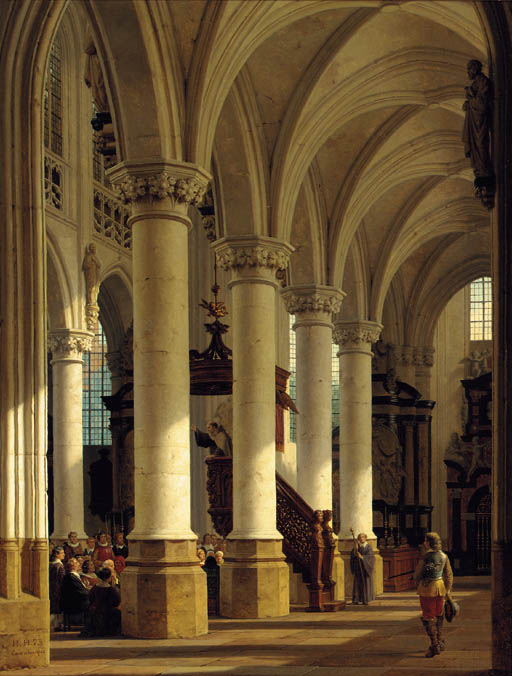
Kerkinterieur, 1873
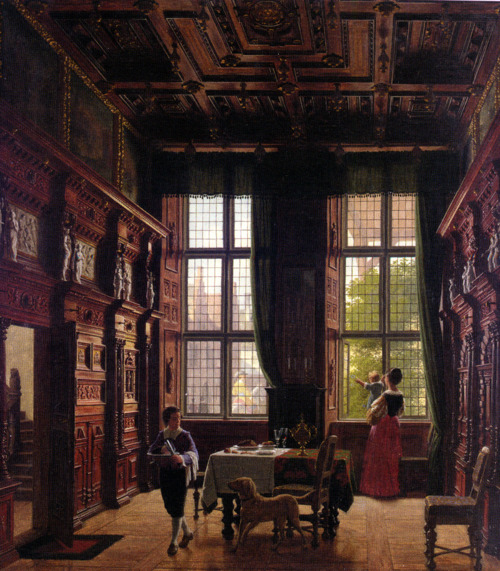
Interieur in Lübeck, ca 1880
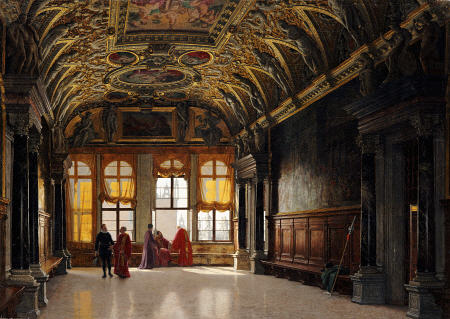
De kamer met de vier deuren, Palazzo Ducale Venetië, 1883